# جورج فوكس
جورج فوكس (بالإنجليزية: George Fox)‏  (و. 1624 – 1691 م) هو عالم عقيدة، من مملكة إنجلترا، ولد في ليستر، توفي في لندن، عن عمر يناهز 67 عاماً.

## روابط خارجية
- جورج فوكس على موقع الموسوعة البريطانية (الإنجليزية)